# José Antonio Hurtado Sánchez
José Antonio Hurtado Sánchez (Utrera, 1953) es un profesor y expolítico español del Partido Andalucista, fue portavoz del equipo de gobierno del ayuntamiento de Utrera, concejal de Urbanismo y Protección Ambiental, y portavoz del PA en la diputación de Sevilla.

## Biografía
Es licenciado en Teología. Fue funcionario en el ayuntamiento de Sevilla, profesor de instituto, y profesor en la Universidad de Sevilla y la Universidad Pontificia de Salamanca.
Ha sido director general de Medio Ambiente en la etapa preautonómica, teniente de alcalde del ayuntamiento de Sevilla, delegado de cultura, miembro del consejo audiovisual de RTVA y presidente de la Real Orquesta Sinfónica de Sevilla. 
Por último ha sido consejero de Turismo y Deporte de la Junta de Andalucía, cargo que desempeñó entre 2000 a 2002, y diputado del parlamento de Andalucía desde 1986 a 1990.